# Mario von Appen
Mario von Appen, född den 31 juli 1965 i Hamburg, Tyskland, är en tysk kanotist.
Han tog OS-guld i K-4 1000 meter i samband med de olympiska kanottävlingarna 1992 i Barcelona.